# Puente Ambía
Puente Ambía (llamada oficialmente Santa María de Ponte Ambía) es una parroquia española del municipio de Baños de Molgas, en la provincia de Orense, Galicia.

## Toponimia
La parroquia también es conocida por el nombre de Santa María de Puente Ambía.

## Organización territorial
La parroquia está formada por siete entidades de población:
- Cachagonza
- Marzás
- O Pazo
- Ponte Ambía de Abaixo
- Ponte Ambía de Arriba
- Pumares
- Vilar

## Demografía
| Gráfica de evolución demográfica de Puente Ambía entre 2000 y 2022 |
|                                                                    |
| Datos según el nomenclátor publicado por el INE.                   |